# Zelus exsanguis
Zelus exsanguis är en insektsart som beskrevs av Carl Stål 1862. Zelus exsanguis ingår i släktet Zelus och familjen rovskinnbaggar. Inga underarter finns listade i Catalogue of Life.